# 弘高下駅
弘高下駅（ひろこうしたえき）は、青森県弘前市大字桜林町にある弘南鉄道大鰐線の駅である。駅番号はKW 02。駅名は付近にある青森県立弘前高等学校の略称「弘高」に由来する。

## 歴史
- 1952年（昭和27年）1月26日：弘前電気鉄道の駅として開業。
- 1970年（昭和45年）10月1日：弘南鉄道に譲渡。
- 1974年（昭和49年）8月5日：業務委託化。

## 駅構造
単式ホーム1面1線の地上駅。平日の朝・夕のみ委託社員が配置される。

## 利用状況
| 1日乗降人員推移 | 1日乗降人員推移 |
| 年度            | 1日平均人数     |
| --------------- | --------------- |
| 2011年          | 109             |
| 2012年          | 107             |
| 2013年          | 93              |
| 2014年          | 93              |
| 2015年          | 85              |
| 2016年          | 92              |
| 2017年          | 93              |

## 駅周辺
- 青森県立弘前高等学校
- 弘前大学（文京町地区）
- 弘前市立桔梗野小学校
- 弘前桔梗野郵便局
- 弘前紙漉町郵便局
- 東奥信用金庫桔梗野支店

## 隣の駅
弘南鉄道
■大鰐線
弘前学院大前駅（KW 03） - 弘高下駅（KW 02） - 中央弘前駅（KW 01）